# Martyrs de Tlaxcala
Les martyrs de Tlaxcala sont trois enfants mexicains, Christophe, Antoine et Jean (Cristobal, Antonio et Juan en espagnol), ayant été assassinés pour avoir embrassé la foi catholique au début du XVIe siècle. Ils comptent parmi les premiers évangélisés par les missionnaires franciscains et dominicains pendant la colonisation et sont les premiers martyrs indigènes du continent latino-américain. Ils sont vénérés comme saints par l'Église catholique.

## Histoire
Cristobal (pt) naît probablement en 1514, Antonio et Juan autour de 1517. Ils sont parmi les premiers autochtones mexicains à être évangélisés par les missionnaires franciscains et les dominicains après la conquête européenne. Agés de 12 à 14 ans, ils adhèrent à la foi catholiques, et aident les missionnaires espagnols. Refusant de sacrifier aux idoles, de participer aux cultes traditionnels et à la polygamie Cristóbal est tué en 1527, à coup de batons. Deux ans plus tard, en 1529, Antonio et Juan subissent le même sort, pour le même motif,,.
Cristobal a été enterré dans l'église Sainte Marie de Tlaxcala. Antonio et Juan ont été enterré dans une chapelle de  Tepeaca (es).

## Vénération et culte
« Les enfants constituent les protomartyrs d’Amérique, les premiers à avoir versé leur sang pour le Christ sur ce continent » : c'est ce que déclare Francisco Moreno Barron, évêque de Tlaxcala, à l'occasion du 5e centenaire de la naissance des trois martyrs, organisé en 2015. 

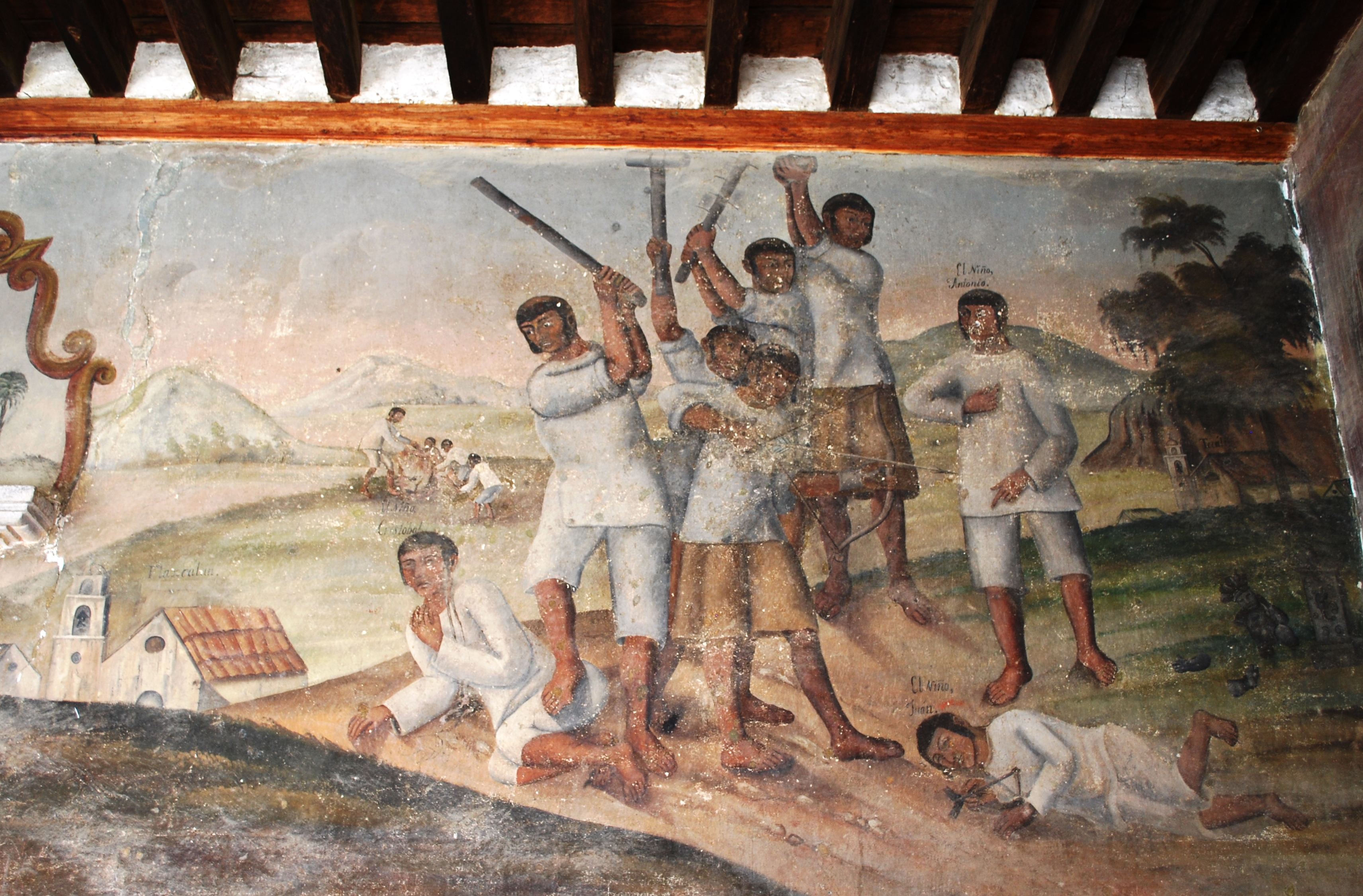
Peinture du martyr des trois enfants, anonyme, XVIe siècle, église de l'Immaculée Conception, Ozumba ,(Mexique).

Ils sont béatifiés le 6 mai 1990 dans la basilique Notre-Dame-de-Guadalupe de Mexico par le pape Jean-Paul II, lors de son voyage apostolique au Mexique,,. 
Le 30 juin 2016 ils sont déclarés « patrons ». 
Le 23 mars 2017, le pape François autorise la Congrégation pour les causes des saints à promulguer le décret permettant la canonisation des martyrs de Tlaxcala. La cérémonie de canonisation est célébrée le 15 octobre 2017 place Saint-Pierre à Rome par le Saint-Père,.
Leur mémoire est célébrée dans l'Eglise catholique le 23 septembre,.